# Estadio Luis Conde
El Estadio Luis Conde es un estadio cubierto ubicado en la ciudad de Buenos Aires. Es propiedad del Club Atlético Boca Juniors el cual lo destina para sus participaciones en la Liga Nacional de Básquet y en la Serie A1 de vóley argentino. Fue inaugurado el 29 de junio de 1996 con un enfrentamiento amistoso de básquet entre el local, y Obras Sanitarias, que terminó 85 a 74 para el dueño de casa.

## Historia y estructura
Con capacidad para 2000 personas, el estadio albergó las finales que el equipo disputó en la Liga Nacional de Básquet de 2002/03, 2003/04, 2004/05, 2006/07, 2022/23, 2023/24 y 2024/25. También fue utilizado por San Martín de Corrientes en las finales del Torneo Nacional de Ascenso 2012/13 cuando su estadio fue clausurado.
En vóley fue sede de la final de las temporadas 1996/97 y 2011/12, cuando el club llegó a esa instancia. En 1996, Boca disputó la final ante Peñarol de Mar del Plata y tras haber perdido los dos primeros como visitante, jugó el tercer partido de la serie como local buscando revertir el resultado, sin embargo cayó nuevamente, consagrándose así el elenco visitante como primer campeón nacional en el deporte. También fue sede de la Copa Máster de 2012, donde el equipo local no llegó a la final. En el 2012, Boca nuevamente llegó a la final, y nuevamente el equipo visitante dio la vuelta en "La Bombonerita". UPCN San Juan Vóley, que había ganado los dos primeros juegos como local, y tras perder el tercero, se impuso en cuatro sets al local y obtuvo un nuevo título nacional, convirtiéndose así en el segundo equipo que se consagró en el estadio.
También fue sede de varios incidentes entre facciones de la barrabrava del club así como con hinchas visitantes.
En junio de 2022 se anunció una serie de reformas que se estimaban terminadas para octubre de ese mismo año, pero que finalmente se completaron en enero de 2023. La renovación del estadio, según el responsable del área de básquet del club, se inspiró en el Polideportivo Roberto Pando, y consistió en el recambio del campo del juego, contando con certificación FIBA; un sistema de iluminación de proyectores de led de 5700K; un reacondicionamiento de vestuarios, oficinas, accesos y exterior, además de la instalación de un aire acondicionado central. El estadio se re-inauguró el 16 de enero con el partido entre Boca y el Club Ciclista Olímpico por la Liga Nacional de Básquet 2022-23, que culminó en triunfo de Boca por 84 a 76. Tras la remodelación el club actuó como local en el estadio en los tramos finales de la Liga Femenina de voleibol argentino de 2023.

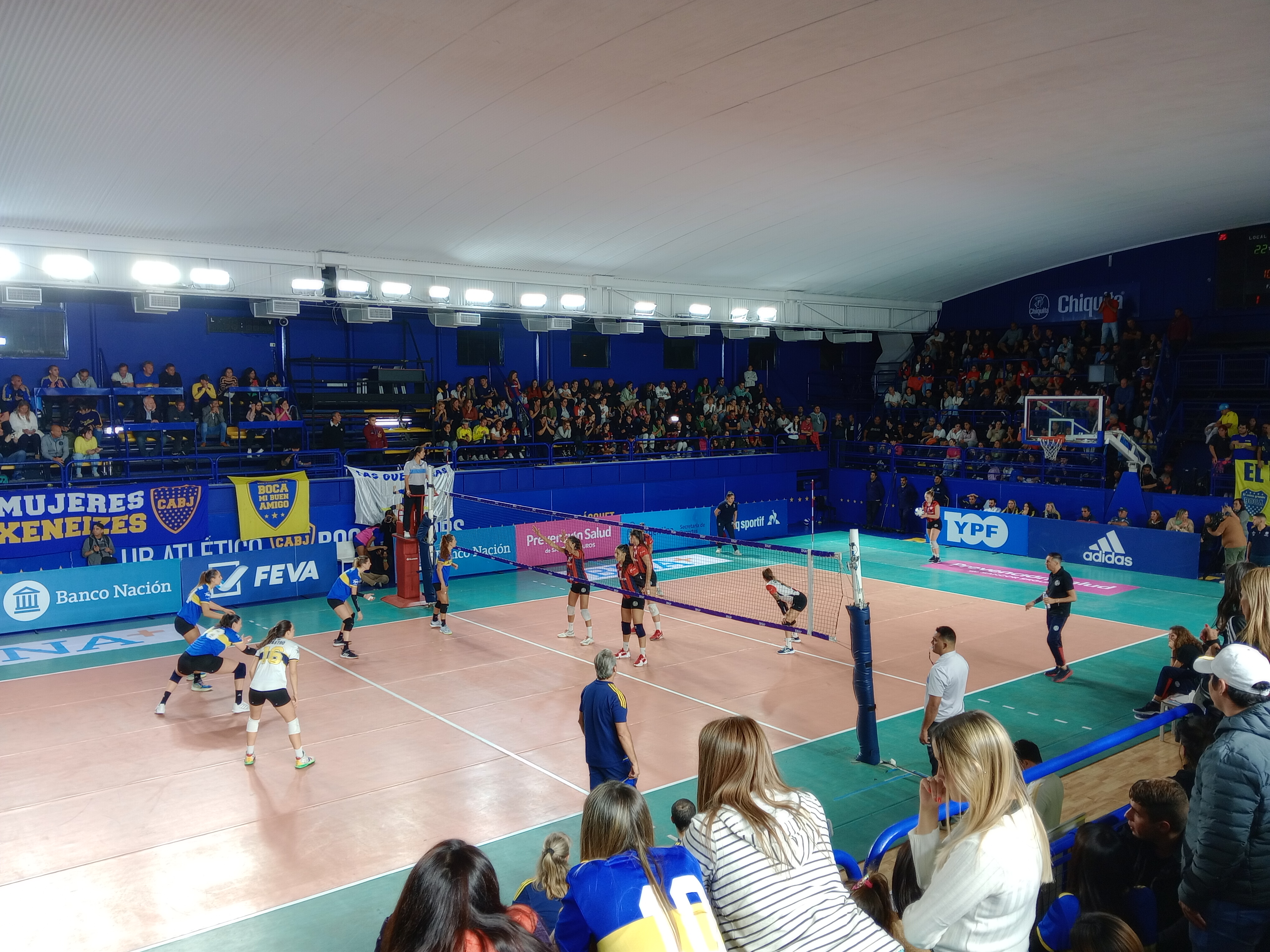
Partido por la final de la Liga Femenina de voleibol argentino de 2023 disputado en el Estadio Luis Conde tras la remodelación

## Acontecimientos
- 1997, sede de la serie final de la Liga Nacional de Voleibol.
- 1999, sede de la serie final de la Liga Sudamericana.
- 2003, sede de la serie final de la Liga Nacional.
- 2004, sede del Cuadrangular final de la Copa Argentina de Básquet
- 2004, sede de la serie final de la Liga Nacional de Básquet.
- 2005, sede de la serie final de la Liga Nacional de Básquet.
- 2007, sede de la serie final de la Liga Nacional de Básquet.
- 2012, sede de la Copa Máster de Voleibol.
- 2012, sede de la serie final de la Liga Nacional de Voleibol.
- 2014, sede de la serie final de la Liga Femenina de Voleibol Argentino.
- 2018, sede de la serie final de la Liga Femenina de Voleibol Argentino.
- 2019, sede de la serie final de la Liga Femenina de Voleibol Argentino.
- 2023, sede de la serie final de la Liga Nacional.
- 2024, sede de la serie final de la Liga Nacional.
- 2025, sede de la serie final de la Liga Nacional.